# Lubor
Lubor je mužské křestní jméno slovanského původu. Vzniklo ze staroslovanského výrazu lub – „libý“.
Podle českého kalendáře má svátek 13. září.

## Statistické údaje
Následující tabulka uvádí četnost jména v ČR a pořadí mezi mužskými jmény ve srovnání dvou roků, pro které jsou dostupné údaje MV ČR – lze z ní tedy vysledovat trend v užívání tohoto jména:
| Rok       | Četnost   | Pořadí   |
| 1999      | 1528      | 134.     |
| 2002      | 1502      | 135.     |
| Porovnání | o 26 méně | o 1 hůře |
| 2006      | 1459      | 148.     |

Změna procentního zastoupení tohoto jména mezi žijícími muži v ČR (tj. procentní změna se započítáním celkového úbytku mužů v ČR za sledované tři roky 1999-2002) je -1,0%.

## Známí nositelé jména
- Lubor Niederle – český slavista, antropolog, etnolog a archeolog
- Lubor Tokoš – český divadelní, filmový a televizní herec
- Lubor Bárta – český skladatel
- Lubor Kasal – český básník
- Lubor Vyskoč – český básník
- Ľubor Kresák – slovenský astronom
- prof. MUDr. Lubor Vokrouhlický, DrSc. – přední český patofyziolog, v letech 1990-1991 děkan LFUK v Hradci Králové
- MUDr. Lubor Vokrouhlický ml. – český lékař, průkopník v oblasti urgentní medicíny, vedoucí lékař ZZS KHK v Jičíně

## Fiktivní postavy
- Lubor, udatný mladý šlechtic, který v tradičním turnaji zvítězil nad všemi soupeři a zasloužil si tak přízeň knížecí dcery Ludiše, je hlavním hrdinou jedné z básní Rukopisu královédvorského (Ludiše i Lubor)